# Арайли (Цілиноградський район)
Арайли́ (каз. Арайлы) — село у складі Цілиноградського району Акмолинської області Казахстану. Адміністративний центр Арайлинського сільського округу.
Населення — 2180 осіб (2021; 1792 у 2009, 1380 у 1999, 1493 у 1989).
Національний склад станом на 1989 рік:
- росіяни — 44 %.

До 2018 року село називалось Максимовка.